# Fourilles
Fourilles est une commune française située dans le département de l'Allier, en région Auvergne-Rhône-Alpes.

## Géographie

### Localisation
Le village de Fourilles est situé au centre-sud du département de l'Allier, à 15,6 km au nord de Gannat, à 37,7 km au sud de Moulins. Toutes ces distances s'entendent à vol d'oiseau.
Cinq communes jouxtent Fourilles :
|           | Fleuriel       | Chareil-Cintrat |
| Chantelle | Fourilles      |                 |
|           | Ussel-d'Allier | Étroussat       |

### Transports
Le territoire communal est traversé par les routes départementales 36 (de Chantelle à Étroussat), 115 (de Chareil-Cintrat à la RD 35 près de Charroux) et 282.

### Climat
Pour des articles plus généraux, voir Climat d'Auvergne-Rhône-Alpes et Climat de l'Allier.
En 2010, le climat de la commune est de type climat océanique dégradé des plaines du Centre et du Nord, selon une étude du CNRS s'appuyant sur une série de données couvrant la période 1971-2000. En 2020, Météo-France publie une typologie des climats de la France métropolitaine dans laquelle la commune est exposée à un climat de montagne ou de marges de montagne et est dans une zone de transition entre les régions climatiques « Centre et contreforts nord du Massif Central » et « Nord-est du Massif Central ».
Pour la période 1971-2000, la température annuelle moyenne est de 11,4 °C, avec une amplitude thermique annuelle de 16,4 °C. Le cumul annuel moyen de précipitations est de 742 mm, avec 9,8 jours de précipitations en janvier et 7 jours en juillet. Pour la période 1991-2020, la température moyenne annuelle observée sur la station météorologique de Météo-France la plus proche, « Chareil-Cintrat_sapc », sur la commune de Chareil-Cintrat à 3 km à vol d'oiseau, est de 11,9 °C et le cumul annuel moyen de précipitations est de 676,1 mm,. Pour l'avenir, les paramètres climatiques de la commune estimés pour 2050 selon différents scénarios d'émission de gaz à effet de serre sont consultables sur un site dédié publié par Météo-France en novembre 2022.

## Urbanisme

### Typologie
Au 1er janvier 2024, Fourilles est catégorisée commune rurale à habitat dispersé, selon la nouvelle grille communale de densité à 7 niveaux définie par l'Insee en 2022.
Elle est située hors unité urbaine et hors attraction des villes,.

### Occupation des sols

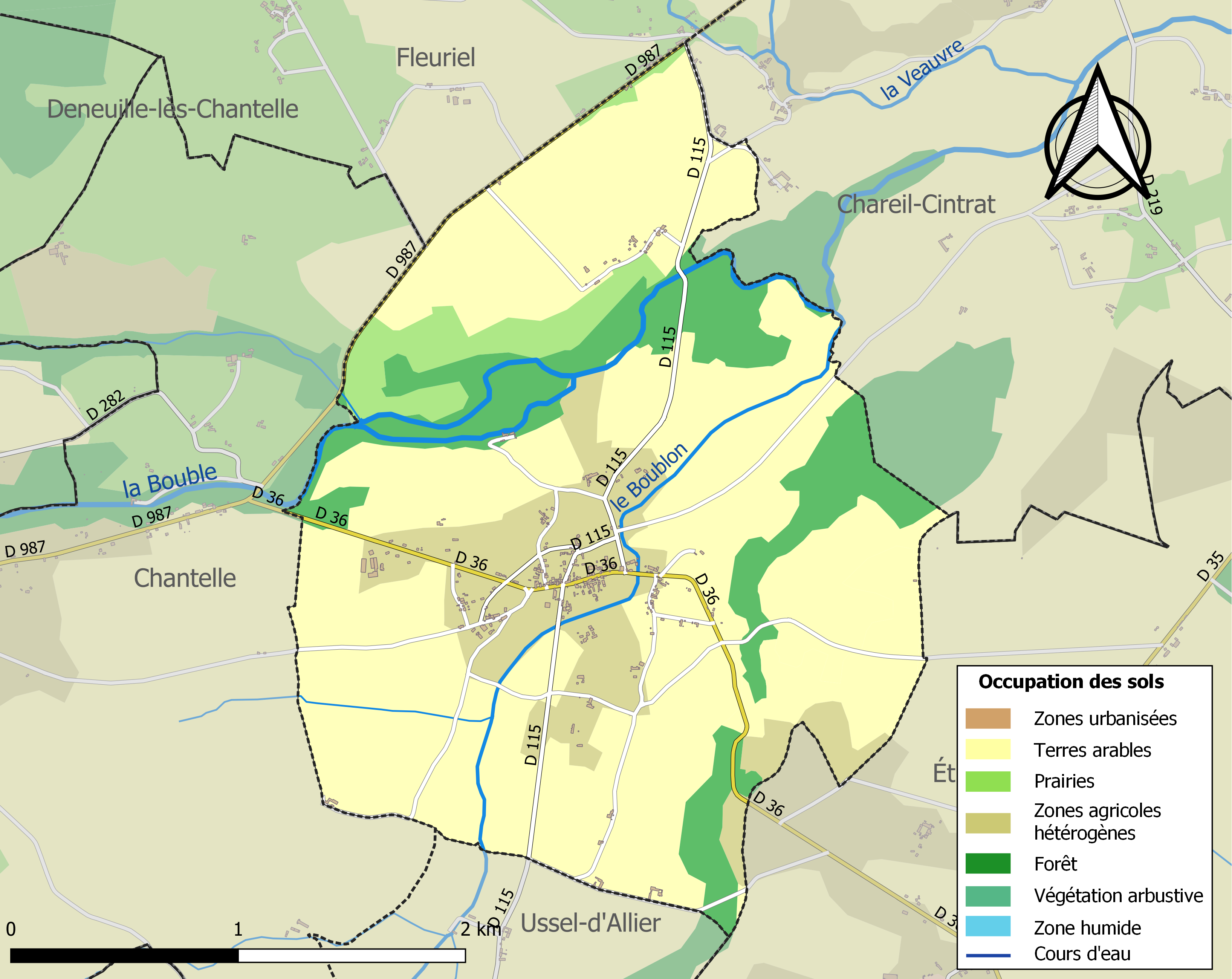
Carte des infrastructures et de l'occupation des sols de la commune en 2018 (CLC).

L'occupation des sols de la commune, telle qu'elle ressort de la base de données européenne d’occupation biophysique des sols Corine Land Cover (CLC), est marquée par l'importance des territoires agricoles (85,3 % en 2018), une proportion identique à celle de 1990 (85,3 %). La répartition détaillée en 2018 est la suivante : terres arables (61,2 %), zones agricoles hétérogènes (15,4 %), forêts (14,7 %), prairies (4,5 %), cultures permanentes (4,3 %).
L'IGN met par ailleurs à disposition un outil en ligne permettant de comparer l’évolution dans le temps de l’occupation des sols de la commune (ou de territoires à des échelles différentes). Plusieurs époques sont accessibles sous forme de cartes ou photos aériennes : la carte de Cassini (XVIIIe siècle), la carte d'état-major (1820-1866) et la période actuelle (1950 à aujourd'hui).

## Histoire

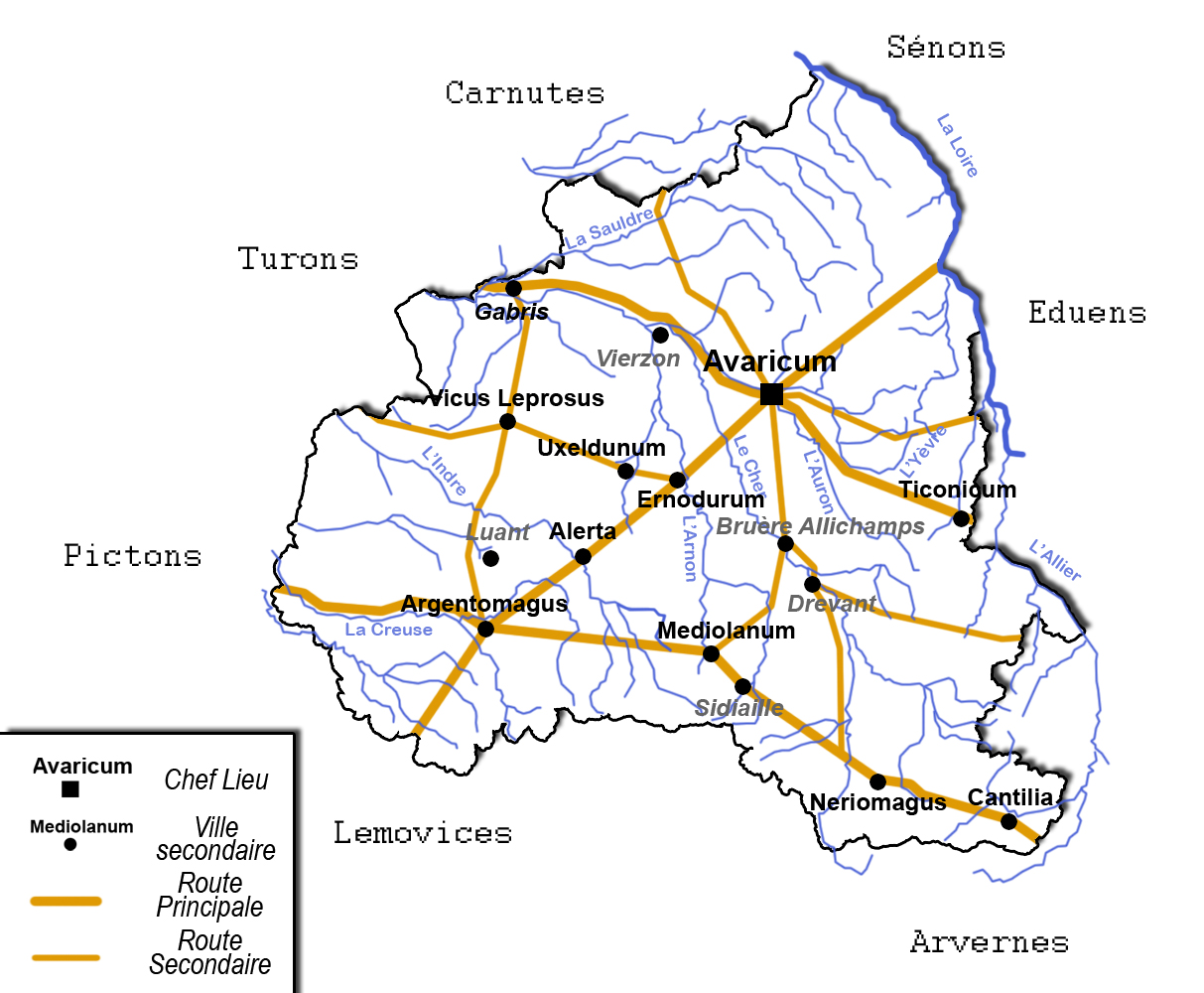
Fourilles était à l'extrémité sud-est des Bituriges.

Durant l'Antiquité, Fourilles est à la pointe sud-est du territoire des Bituriges Cubes.Au Moyen Âge, la commune faisait partie du Berry médiéval avant de passer à la province de Bourbonnais d''époque moderne.
Avant 1789, la paroisse du diocèse de Bourges, parlement de Paris, généralité de Moulins, élection de Gannat. On y comptait 29 feux sous Louis XIV.
La seigneurie de Fourilles fut érigée en marquisat par lettres patentes de mars 1610, avec les fiefs de Sauzay et la Borde (à Chantelle), les Brosses (?), Coudray (à Bayet) et Artanges (à Chareil-Cintrat), mouvant du duché de Bourbonnais, pour Blaise de Chaumejean, baron d'Huriel, maréchal de camp, mort en 1621 au siège de Montauban. Les lettres ne furent enregistrées à la Chambre des comptes qu'en 1632.
Thomas Le Lièvre, conseiller d'État, président au Grand Conseil, intendant de la généralité de Paris, fit l'acquisition de cette terre le 31 août 1647, et l'érection en marquisat fut confirmée à son bénéfice par de nouvelles lettres patentes d'octobre 1648. Ses descendants conservèrent Fourilles jusqu'à Édouard Le Lièvre, marquis de La Grange (1796-1876), diplomate, député de la Gironde (où sa femme possédait des terres), sénateur et historien. Après sa mort sans postérité, ses héritiers vendirent la propriété en 1888.
Quant au titre de marquis de Fourilles, passé à une branche cadette, il s'éteignit en 1904 avec le dernier mâle de cette famille.

## Politique et administration

### Découpage territorial
Par arrêté préfectoral du 2 janvier 2024, la commune est retirée le 1er janvier 2024 de l'arrondissement de Moulins et rattachée à l'arrondissement de Vichy.

### Liste des maires
| Période                                  | Période   | Identité                | Étiquette     | Qualité                              |
| ---------------------------------------- | --------- | ----------------------- | ------------- | ------------------------------------ |
| Les données manquantes sont à compléter. |           |                         |               |                                      |
| 1919                                     | 1928      | Jean Allier (1867-1930) | SFIO puis PCF | Marchand de bois                     |
| avant 1988                               | ?         | René Tourret            |               |                                      |
| mars 2001                                | mars 2008 | Albert Mounin           |               |                                      |
| mars 2008                                | mai 2020  | Andrée Bucharles        |               | Retraitée salariée du secteur privé  |
| mai 2020                                 | En cours  | Michel Chatet           |               | Agriculteur sur moyenne exploitation |

## Population et société
L'évolution du nombre d'habitants est connue à travers les recensements de la population effectués dans la commune depuis 1793. Pour les communes de moins de 10 000 habitants, une enquête de recensement portant sur toute la population est réalisée tous les cinq ans, les populations de référence des années intermédiaires étant quant à elles estimées par interpolation ou extrapolation. Pour la commune, le premier recensement exhaustif entrant dans le cadre du nouveau dispositif a été réalisé en 2008.

En 2022, la commune comptait 191 habitants, en évolution de −2,55 % par rapport à 2016 (Allier : −1,38 %, France hors Mayotte : +2,11 %).
| 1793 | 1800 | 1806 | 1821 | 1831 | 1836 | 1841 | 1846 | 1851 |
| ---- | ---- | ---- | ---- | ---- | ---- | ---- | ---- | ---- |
| 300  | 434  | 479  | 481  | 514  | 503  | 447  | 478  | 503  |

| 1856 | 1861 | 1866 | 1872 | 1876 | 1881 | 1886 | 1891 | 1896 |
| ---- | ---- | ---- | ---- | ---- | ---- | ---- | ---- | ---- |
| 504  | 503  | 498  | 450  | 454  | 443  | 487  | 452  | 468  |

| 1901 | 1906 | 1911 | 1921 | 1926 | 1931 | 1936 | 1946 | 1954 |
| ---- | ---- | ---- | ---- | ---- | ---- | ---- | ---- | ---- |
| 447  | 473  | 463  | 372  | 365  | 344  | 342  | 366  | 339  |

| 1962 | 1968 | 1975 | 1982 | 1990 | 1999 | 2006 | 2008 | 2013 |
| ---- | ---- | ---- | ---- | ---- | ---- | ---- | ---- | ---- |
| 277  | 264  | 237  | 198  | 194  | 188  | 203  | 207  | 202  |

| 2018 | 2022 | - | - | - | - | - | - | - |
| ---- | ---- | - | - | - | - | - | - | - |
| 194  | 191  | - | - | - | - | - | - | - |

### Enseignement
Fourilles dépend de l'académie de Clermont-Ferrand. Il n'existe aucune école.
Les collégiens se rendent à Bellenaves et les lycéens à Saint-Pourçain-sur-Sioule.

## Économie
L'une des activités de la commune est la viticulture : la commune fait partie du terroir de l'AOC saint-pourçain.

## Culture locale et patrimoine

### Lieux et monuments
- Château de Fourilles. Situé un peu à l'écart du village, il est composé d'un logis rectangulaire appuyé sur une grosse tour ronde. Au sud-ouest, à une cinquantaine de mètres du château, se dresse une autre tour ronde à usage de pigeonnier.
- Église Saint-Saturnin de Fourilles.

### Personnalités liées à la commune
- Adelaïde Blaise François Le Lièvre de La Grange (1766-1833), général de l'Empire, était marquis de Fourilles.
- Édouard Lelièvre de La Grange (1796-1876), député de la Gironde sous la monarchie de Juillet et la Deuxième République, sénateur sous le Second Empire, membre de l'Académie des inscriptions et belles-lettres, fils du précédent.

### Héraldique
|  | Les armes de la commune se blasonnent ainsi : D'azur au chevron ondé d'argent accompagné en chef à senestre d'un épi de blé, à dextre d'un épi de maïs et en pointe d'une grappe de raisin feuillée, le tout d'or. |